# Tadeusz Zadrożny
Tadeusz Zadrożny (nascido em 20 de janeiro de 1939) é um ex-ciclista de estrada profissional polonês. Terminou em terceiro lugar nas edições de 1963 e 1965 da competição Volta à Polônia.